# Bazyli
Bazyli – imię męskie pochodzenia późnogreckiego. Pochodzi ono od przymiotnika „królewski, cesarski” (basíleios, od II wieku wymawiane basílios), od rzeczownika basileus – „król, wódz, cesarz”. Jego formą oboczną jest Bazyliusz, a żeńskim odpowiednikiem – Bazyla. 
W średniowieczu na terenach polskich imię to pojawiało się zarówno w przejętej przez łacinę (jako Basilius, Basileus) formie Bazyli (po raz pierwszy odnotowane w 1216 roku), jak i – przeważnie na obszarze wschodniosłowiańskim językowym – Wasyl i Wasyli(j) (pierwsze wystąpienie z 1228 roku), w starocerkiewnosłowiańskim przyjęło zaś formę Vasilii, Vasil. Odnotowane średniowieczne (wsł.) zdrobnienia to: Wasylczę, Wasylec, Wasylek, Wasylęta, Wasylko, Wasylo, Wasiec // Waszec, Was(i)ota, Was(i)uta, Waś // Wasz, Waśko // Waszko, Wac, Wacek, Wack, Wacko, Wacuta, Wacyk, Wach, Wachno, Achniej.
Istniało kilkudziesięciu świętych o tym imieniu. 

## Bazyliimieninyobchodzi
- 2 stycznia (1 stycznia według liturgicznego kalendarza bizantyjskiego), jako wspomnienie św. Bazylego Wielkiego (dawniej 14 czerwca)
- 27 lutego, jako wspomnienie św. Bazylego, wspominanego razem ze św. Prokopem[8]
- 7 marca, jako wspomnienie św. Bazylego wspominanego razem ze śwśw. Elpidiuszem, Eugeniuszem, Agatodorem, Eteriuszem, Kapitonem i Efremem[9]
- 22 marca, jako wspomnienie św. Bazylego z Ancyry[10]
- 26 marca, jako wspomnienie św. Bazylego Młodszego[11]
- 30 maja, jako wspomnienie św. Bazylego Starszego[12]
- 30 czerwca, jako wspomnienie bł. Bazylego Wełyczkowskiego[13].

## Odpowiedniki w innych językach
- łacina – Basilius
- język angielski – Basil
- język białoruski – Васіль, Базыль
- język czeski – Basil
- język fiński – Pasi
- język francuski – Basile
- język grecki – Βασίλης
- język gruziński – ვასილ
- język hiszpański – Basilio
- język niemiecki – Basil
- język rosyjski – Василий
- język rusiński – Василь
- język węgierski – Vászoly, Vazul
- język serbski – Василије
- język słoweński – Bazilij
- język włoski – Basilio
- język ukraiński – Василь

## Znane osoby noszące imię Bazyli
- Bazyli Wielki (330–379) – pisarz wczesnochrześcijański, jeden z ojców Kościoła, święty katolicki i prawosławny
- Bazyli z Ancyry (zm. 364) – teolog, biskup Ancyry (Ankary)
- Bazyli Amazejski (IV w.) – święty katolicki i prawosławny, męczennik, biskup Amazji
- Bazyli – pierwszy książę Neapolu w latach 661–666
- Bazyli I Macedończyk (811–886) – cesarz bizantyjski
- Bazyli II Bułgarobójca (938–1025) – cesarz bizantyjski
- Wasylko Rościsławicz (ok. 1062–1125) – książę trembowelski od 1085 roku
- Wasylko Jaropełkowic (przed 1151–między 1178 a 1182) – książę drohiczyński najwcześniej od 1173
- Wasylko Romanowicz (1203–1269) – książę włodzimierski, syn księcia wołyńsko-halickiego Romana Halickiego
- Wasyl Kwasznia (1241–1277) – książę kostromski, wielki książę włodzimierski; młodszy brat Aleksandra Newskiego
- Wasyl Groźnooki (zm. zimą 1345) – wielki książę jarosławski z dynastii Rurykowiczów
- Wasyl I (1371–1425) – wielki książę moskiewski
- Wasyl II Ślepy (1415–1462) – wielki książę moskiewski
- Wasyl III (1479–1533) – wielki książę moskiewski
- Wasyl IV Szujski – car Rosji
- Bazyli – polski duchowny prawosławny, arcybiskup, zwierzchnik Polskiego Autokefalicznego Kościoła Prawosławnego
- Bazyli III – patriarcha Konstantynopola
- Wasilij Aksionow – rosyjski i amerykański pisarz, dramaturg filmowy, scenarzysta
- Bazyli Albiczuk – polski malarz prymitywista
- Vasile Alecsandri – pisarz mołdawski i rumuński
- Wasilij Aleksiejew – radziecki sztangista
- Wasyl Andrusiak – ukraiński dowódca wojskowy, pułkownik UPA.
- Wasilij Anrep – rosyjski lekarz, fizjolog, farmakolog
- Wasilij Bartold – rosyjski antropolog, orientalista i historyk
- Wasyl Bandera – ukraiński działacz niepodległościowy, brat Stepana Bandery
- Wasyl Baranyk – ukraiński polityk, senator II kadencji II RP, działacz społeczny
- Wasyl Barka – ukraiński prozaik, poeta, tłumacz i literaturoznawcu
- Wasilij Bażenow – rosyjski architekt, grafik oraz nauczyciel
- Wasilij Begma – radziecki działacz partyjny i państwowy
- Wasilij Bieriezucki – rosyjski piłkarz
- Wasyl Biłas – ukraiński działacz niepodległościowy
- Wasilij Biskupski – rosyjski wojskowy i emigracyjny działacz kontrrewolucyjny, monarchista, współpracował z Niemcami podczas II wojny światowej
- Vasile Blaga – rumuński polityk, senator
- Wasilij Blücher – działacz partii bolszewickiej, radziecki dowódca wojskowy, Marszałek Związku Radzieckiego (1935)
- Wasyl Błakytnyj – ukraiński poeta, dziennikarz i działacz polityczny
- Wasilij Błochin – radziecki funkcjonariusz aparatu bezpieczeństwa
- Wasyl Bobynśkyj – ukraiński poeta, dziennikarz, tłumacz
- Bazyli Bohdanowicz – polski skrzypek i kompozytor
- Basile Boli – piłkarz francuski
- Wasyl Boluch – ukraiński działacz polityczny, rolnik, działacz UNDO, poseł na Sejm IV i V kadencji w II RP
- Wasilij Bołdyriew – rosyjski wojskowy (generał lejtnant), dowódca wojsk białych na Syberii podczas wojny domowej w Rosji
- Basile Bouchon – francuski wynalazca
- Basil Brown – rolnik, archeolog amator
- Wasyl Buturlin – rosyjski dyplomata i wojskowy, bojar od 1652
- Wasil Bykau – białoruski pisarz
- Wasil Chamutouski – białoruski piłkarz
- Wasilis Chadzipanajis – radziecki i grecki piłkarz
- Wasyl Cuszko – ukraiński polityk mołdawskiego pochodzenia, z wykształcenia ekonomista
- Wasilij Czapajew – rosyjski i radziecki wojskowy
- Wasyl Czartoryski (ur. ok. 1375, zm. 1416) – książę
- Wasilij Czernyszow – wysoki funkcjonariusz radzieckich organów bezpieczeństwa
- Wasyl Czumak – rewolucyjny poeta ukraiński, jeden z najważniejszych poetów nowej fali literatury ukraińskiej
- Wasilij Danilewski – rosyjski fizjolog
- Bazyli Degórski – profesor zwyczajny, hieromnich, paulin, prokurator generalny przy Stolicy Apostolskiej
- Wasilij Djakow – rosyjski wojskowy
- Vasile Dîba – rumuński kajakarz, wielokrotny medalista olimpijski
- Wasyl Diduszok – ukraiński prawnik, kapitan Legionu Ukraińskich Strzelców Siczowych
- Wasilij Diegtiariow – radziecki konstruktor broni strzeleckiej
- Wasilis Dimitriadis – grecki piłkarz
- Wasyl Dmytriuk – ukraiński polityk, lekarz, poseł na Sejm I kadencji w II RP
- Wasilij Dokuczajew – rosyjski geolog i gleboznawca, uważany za twórcę gleboznawstwa jako gałęzi nauk przyrodniczych
- Basil D'Oliveira – angielski krykiecista
- Wasilij Andriejewicz Dołgorukow – rosyjski generał kawalerii, książę
- Wasyl Durdyneć – ukraiński polityk, tymczasowy premier w 1997
- Wasyl Dżarty – ukraiński polityk, z wykształcenia inżynier mechanik
- Basil Faber – niemiecki filolog, luterański teolog
- Wasilij Fiodorow – litewski polityk rosyjskiego pochodzenia
- Wasil Gigiadze – gruziński piłkarz
- Wasił Gjuzelew – bułgarski historyk, specjalista od historii Bułgarii w wiekach średnich
- Wasilij Gordow – radziecki wojskowy, Rosjanin, generał pułkownik
- Wasilij Gorodcow – rosyjski i radziecki archeolog, twórca klasyfikacji wschodnioeuropejskich kultur archeologicznych z epoki brązu
- Wasilij Grabin – radziecki konstruktor artylerii
- Basile Gras – francuski konstruktor broni i amunicji, generał artylerii
- Wasilij Grossman – jeden z czołowych sowieckich pisarzy i dziennikarzy
- Wasyl Hałasa – ukraiński działacz niepodległościowy
- Wasyl Hołoborod’ko – poeta ukraiński
- Bazyli Hopko (1904–1976) – słowacki duchowny greckokatolicki, biskup, błogosławiony Kościoła katolickiego
- Basil Hoskins – brytyjski aktor
- Basil Hume – kardynał, arcybiskup, benedyktyn
- Wasyl Hurejew – ukraiński polityk, inżynier, minister
- Bazyli Hrynyk – duchowny Kościoła katolickiego obrządku bizantyjsko-ukraińskiego
- Wasyl Iwachiw – ukraiński oficer (porucznik), jeden z głównych dowódców UPA
- Wasyl Iwanczuk – ukraiński szachista, arcymistrz od 1988 roku
- Wasyl Iwanyszyn – ukraiński działacz nacjonalistyczny, literaturoznawca, krytyk literacki, politolog, twórca nacjonalistycznej organizacji „Tryzub"
- Wasyl Janczenko – as lotnictwa rosyjskiego z 16 zwycięstwami w I wojnie światowej
- Wasyl Jarmoła – ukraiński dowódca wojskowy, sierżant (buławny) UPA
- Wasyl Jewsiejew – ukraiński piłkarz, trener piłkarski
- Wasilij Jemielin – rosyjski szachista, arcymistrz od 1994 roku
- Wassily Kandinsky – rosyjski malarz, grafik i teoretyk sztuki
- Wasil Kapciuch – białoruski lekkoatleta, dyskobol
- Wasilij Kardakow – radziecki wojskowy (pułkownik), komendant kolaboracyjnej milicji miejskiej w Bobrujsku
- Basil Kerski – niemiecko-polski dziennikarz, politolog i eseista pochodzenia polsko-irackiego
- Wasil Kiryjenka – białoruski kolarz szosowy i torowy, brązowy medalista mistrzostw świata na torze
- Wasyl Kobin – ukraiński piłkarz
- Wasił Kołarow – bułgarski działacz komunistyczny, prawnik i polityk
- Wasilis Konstandinu – grecki piłkarz
- Wasilios Kotronias – grecki szachista, arcymistrz od roku 1990
- Wasyl Kral – ukraiński wojskowy, porucznik UPA
- Wasilij Kriestinin (1729–1795) – historyk rosyjski
- Bazyli Kuc – białoruski działacz polityczny okresu II RP
- Wasyl Kujbida – ukraiński polityk, działacz niepodległościowy
- Wasyl Kuk – ukraiński działacz wojskowy, ostatni dowódca UPA (od 1950), więzień polityczny
- Bazyli Kukolnik – polski pedagog, publicysta i pisarz rolniczy
- Wasilij Kuzniecow – radziecki polityk; pełnił obowiązki przewodniczącego Prezydium Rady Najwyższej Związku Radzieckiego (przywódcy ZSRR) od 1982 r. do 1983 r., po raz drugi w 1984, po raz trzeci w 1985 r.
- Wasilij Kuzniecow – radziecki lekkoatleta, wieloboista, medalista olimpijski i rekordzista świata
- Wasilis Lakis – grecki piłkarz
- Wasil Lawonau – białoruski polityk
- Wasił Lewski – bułgarski rewolucjonista, ideolog, strateg polityczny, przywódca walk o wyzwolenie Bułgarii spod panowania Imperium Osmańskiego; uznawany za bułgarskiego bohatera narodowego
- Basil Liddell Hart – angielski historyk wojskowości
- Bazyli Lupu – hospodar Mołdawii w latach 1634–1653
- Wasilij Łanskoj – generał rosyjski, generał-gubernator Księstwa Warszawskiego w latach 1813–1815
- Wasilij Łazariew – pułkownik lotnictwa, kosmonauta radziecki
- Wasyl Łeśkiw – ukraiński piłkarz, grający na pozycji pomocnika, trener piłkarski
- Wasyl Łewkowycz – ukraiński działacz niepodległościowy, pułkownik Ukraińskiej Powstańczej Armii
- Wasilij Małyszkin – radziecki wojskowy (generał major), członek prezydium Komitetu Wyzwolenia Narodów Rosji i jednocześnie szef jego wydziału organizacyjnego pod koniec II wojny światowej
- Vasile Marin – rumuński nacjonalistyczny działacz polityczny
- Bazyli Martysz – prawosławny duchowny, protoprezbiter, naczelny kapelan wyznania prawosławnego Wojska Polskiego, święty prawosławny
- Wasił Metodiew – bułgarski piłkarz i trener piłkarski
- Wasyl Milianczuk – ukraiński fizyk-teoretyk
- Vasile Miriuță – węgierski piłkarz rumuńskiego pochodzenia
- Wasilij Mitrochin – major i archiwista I Zarządu Głównego KGB, współautor Archiwum Mitrochina, książki opartej na przekazanych wywiadowi brytyjskiemu MI6 planach tajnych operacji KGB w czasie zimnej wojny
- Wasyl Mizerny – ukraiński dowódca wojskowy, major UPA
- Wasilij Morozow – rosyjski wojskowy (generał major), dowódca dońskiego batalionu kozackiego, a następnie 1 kozackiego pułku kawalerii w Rosyjskim Korpusie Ochronnym podczas II wojny światowej
- Wasyl Mudry – ukraiński działacz społeczny i polityczny, poseł na Sejm IV i V kadencji w II RP
- Wasyl Nahirnyj – ukraiński architekt i działacz społeczny
- Wasilij Obrazcow – rosyjski lekarz
- Wasyl Ochrymowycz – ukraiński działacz niepodległościowy
- Wasyl Ołeśkiw – ukraiński działacz niepodleglościowy
- Wasyl Onopenko – ukraiński polityk, prezes Sądu Najwyższego Ukrainy
- Wasyl Paczowski – ukraiński poeta, dramaturg, przedstawiciel modernistycznego ugrupowania Mołoda Muza
- Wasyl Panejko – ukraiński działacz społeczny, polityk i dziennikarz
- Wasilij Pawłow – rosyjski wojskowy (podpułkownik), emigracyjny wydawca, publicysta i pisarz oraz działacz młodzieżowy, polityczny i wojskowo-kombatancki
- Wasilij Pierow – rosyjski malarz, jeden z głównych założycieli grupy pieriedwiżników
- Basil Poledouris – amerykański kompozytor filmowy
- Wasilij Polenow – rosyjski malarz, członek grupy pieriedwiżników, ukończył Akademię Sztuki w Petersburgu
- Wasilis Polimeros – grecki wioślarz
- Wasilij Ponomariow – radziecki archeolog i muzealnik, pierwszy burmistrz okupowanego Wielkiego Nowogrodu podczas II wojny światowej
- Wasilij Stiepanowicz Popow – generał rosyjski, szef kancelarii księcia Grigorija Potiomkina
- Vasilijus Popovas – litewski działacz komunistyczny, polityk i samorządowiec
- Wasyl Rac – ukraiński piłkarz pochodzenia węgierskiego
- Bazyli Rogula – białoruski emigracyjny działacz i pisarz narodowy
- Basil Rathbone – brytyjski aktor filmowy i teatralny
- Wasilij Riasnoj – generał, wysoki funkcjonariusz Ludowego Komisariatu Spraw Wewnętrznych NKWD i Ministerstwa Spraw Wewnętrznych Związku Radzieckiego MWD
- Wasilij Roczew – rosyjski biegacz narciarski, medalista olimpijski i mistrzostw świata
- Wasilij Roczew – rosyjski biegacz narciarski, brązowy medalista olimpijski, 4-krotny medalista mistrzostw świata, syn poprzedniego
- Wasilij Ruban – rosyjski poeta i wydawca
- Wasilij Rudienkow – białoruski lekkoatleta startujący w barwach ZSRR, mistrz olimpijski z Rzymu z 1960
- Wasil Rusak – białoruski publicysta, wydawca i działacz narodowy i społeczno-kulturalny
- Bazyli Samojlik – ekonomista, polityk
- Bazyli Samucin – białoruski dziennikarz i działacz komunistyczny
- Vasile Sănduleac – mołdawski szachista, arcymistrz od 2006 roku
- Basil Schott – zwierzchnik Kościoła katolickiego obrządku bizantyjsko-rusińskiego, arcybiskup-metropolita Pittsburgha, franciszkanin
- Wasil Sicharulidze – gruziński polityk
- Bazyli Sikiewicz – polski i rosyjski aktor filmowy i teatralny oraz reżyser teatralny
- Wasyl Skopenko – podpułkownik radziecki
- Wasilij Smysłow – rosyjski szachista, arcymistrz, mistrz świata w szachach w latach od 1957 do 1958
- Wasilij Sokołowski – marszałek Związku Radzieckiego
- Basil Spalding de Garmendia – amerykański tenisista, medalista letnich igrzysk olimpijskich
- Wasił Spasow – bułgarski piłkarz i trener piłkarski
- Wasił Spasow (ur. 1971) – szachista bułgarski
- Vasile Stati – mołdawski językoznawca, publicysta, historyk, poeta i polityk; autor pierwszego słownika mołdawsko-rumuńskiego
- Wasyl Stefanyk – pisarz ukraiński
- Wasił Stojanow – bułgarski siatkarz
- Wasil Strażau – białoruski fizyk i matematyk
- Bazyli Sturdza – kajmakam Mołdawii w latach 1858–1859
- Wasyl Stus – poeta ukraiński
- Wasilij Surikow – rosyjski malarz
- Wasyl Sydor – ukraiński wojskowy i działacz narodowy, zastępca komendanta głównego Ukraińskiej Armii Powstańczej (UPA)
- Wasyl Symonenko – ukraiński poeta, dziennikarz, działacz ukr. ruchu oporu
- Wasil Szaranhowicz – radziecki komunista, I sekretarz Komunistycznej Partii (bolszewików) Białorusi (1937)
- Wasyl Szczerbej – ukraiński piłkarz
- Bazyli Szeptycki – duchowny greckokatolicki
- Wasyl Szeremietiew – wódz naczelny armii rosyjskiej w czasie wojny polsko-rosyjskiej 1654-1667
- Wasyl Szewczuk – duchowny greckokatolicki
- Wasyl Szwed – ukraiński piłkarz
- Wasyl Szyszkanynec – ukraiński wojskowy, porucznik UPA
- Wasil Taha – izraelski polityk, izraelski Arab, członek Knessetu z listy partii Balad
- Vasile Tarlev – premier Mołdawii w latach 2001–2008
- Wasyl Tatarski – ukraiński wojskowy, oficer kontraktowy Wojska Polskiego w okresie międzywojennym, oficer 14 Dywizji Grenadierów SS, a następnie szef sztabu brygady Ukraińskiej Armii Narodowej podczas II wojny światowej
- Wasilij Tatiszczew – historyk rosyjski, administrator, dyplomata, twórca nowożytnej historiografii rosyjskiej
- Wasilis Torosidis – piłkarz grecki
- Wasilis Tsiartas – piłkarz grecki
- Wasyl Turianczyk – ukraiński piłkarz
- Wasyl Turkowśkyj – działacz Organizacji Ukraińskich Nacjonalistów
- Wasyl Tyszkiewicz (Bazyli Klenicki-Tyszkiewicz, 1492–1571) – marszałek hospodarski, wojewoda podlaski i smoleński
- Wasilij Ulrich – sowiecki prawnik wojskowy (armwojenjurist I rangi)
- Bazyli Ustrzycki – stolnik przemyski (1746–1751), poseł do Stambułu z Krzysztofem Popielem (w 1748)
- Bazyli Walicki – członek Sejmu Czteroletniego, senator
- Wasilij Wasiljewski – historyk rosyjski, bizantynolog
- Wasyl Wełyczkowski (1903–1973) – ukraiński duchowny greckokatolicki, błogosławiony Kościoła katolickiego
- Wasilij Wiljams – gleboznawca rosyjski, syn angielskiego oficera
- Basil Williams – brytyjski historyk
- Wasyl Wirastiuk – ukraiński kulomiot i profesjonalny strongman
- Bazyli Wojtowicz – polski rzeźbiarz
- Wasyl Wowkun – ukraiński aktor, minister kultury i turystyki
- Wasil Zacharka – białoruski wojskowy, publicysta narodowy oraz działacz polityczny
- Wasilij Zajcew – Rosjanin, snajper radziecki z czasów drugiej wojny światowej, uważany za jednego z najskuteczniejszych snajperów wszech czasów
- Wasilij Zarubin – funkcjonariusz NKWD, pełnomocnik operacyjny w obozie kozielskim dla polskich jeńców wojennych
- Wasyl Zemlak – pisarz i publicysta ukraiński
- Wasił Złatarski – bułgarski historyk mediewista, archeolog i epigrafik
- Wasyl Zołotarenko – kozacki pułkownik niżyński
- Wasilij Żukowski – rosyjski poeta i pisarz, tłumacz dzieł literackich
- Wasilij Żupikow – rosyjski piłkarz, występujący na pozycji obrońcy, reprezentant Związku Radzieckiego, trener piłkarski

## Postaci fikcyjne o imieniu Bazyli
- Wasyl Busłajewicz – bohater ruskich bylin z cyklu nowogrodzkiego
- Bazyli Hallward — postać z powieści Oscar'a Wilde'a pt. "Portret Doriana Graya"

## Nazwiska pochodzące od imienia Bazyli
- Bazyl
- Bazylewicz
- Wasiak
- Wasielewski
- Wasilczuk
- Wasiluk
- Wasilewski[14]